# 165 (число)
Вижте пояснителната страница за други значения на 165.
165 (сто шестдесет и пет) е естествено, цяло число, следващо 164 и предхождащо 166.
Сто шестдесет и пет с арабски цифри се записва „165“, а с римски цифри – „CLXV“. Числото 165 е съставено от три цифри от позиционните бройни системи – 1 (едно), 6 (шест), 5 (пет).

## Общи сведения
- 165 е нечетно число.
- 165-ият ден от годината е 14 юни.
- 165 е година от Новата ера.